# Martina Schild
Martina Schild, švicarska alpska smučarka, * 26. oktober 1981, Brienz, Švica.
Največji uspeh kariere je dosegla na Olimpijskih igrah 2006, kjer je osvojila naslov olimpijske podprvakinje v smuku. V svetovnem pokalu je tekmovala enajst sezon med letoma 2001 in 2012 ter dosegla eno zmago in še tri uvrstitve na stopničke, vse v superveleslalomu. V skupnem seštevku svetovnega pokala se je najvišje uvrstila na 23. mesto leta 2008.
Njena babica je nekdanja alpska smučarka Hedy Schlunegger.